# Lacombe Lucien
Lacombe Lucien is een Franse dramafilm uit 1974 onder regie van Louis Malle.

## Verhaal
De 18-jarige Lucien Lacombe woont aan het einde van de Tweede Wereldoorlog in een provincieplaatsje in het zuiden van Frankrijk. Zijn vader is krijgsgevangene in Duitsland en zijn moeder heeft een verhouding met haar chef. Omdat hij niet bij het verzet wordt toegelaten, werkt hij voor de Duitse politie. Op een gegeven ogenblik ontmoet hij France Horn, de dochter van een Joodse kleermaker.

## Rolverdeling
| Acteur            | Personage                    |
| ----------------- | ---------------------------- |
| Pierre Blaise     | Lucien Lacombe               |
| Aurore Clément    | France Horn                  |
| Holger Löwenadler | Albert Horn                  |
| Therese Giehse    | Bella Horn                   |
| Stéphane Bouy     | Jean-Bernard                 |
| Loumi Iacobesco   | Betty Beaulieu               |
| René Bouloc       | Stéphane Faure               |
| Gilberte Rivet    | Moeder van Lucien            |
| Pierre Saintons   | Hippolyte                    |
| Ave Ninchi        | Madame Georges               |
| Jacques Rispal    | huisbaas van de familie Horn |